# Dobroselo
Dobroselo är en ort i Kroatien.   Den ligger i länet Lika, i den sydöstra delen av landet, 150 km söder om huvudstaden Zagreb. Dobroselo ligger 581 meter över havet och antalet invånare är 117.
Terrängen runt Dobroselo är kuperad. Runt Dobroselo är det mycket glesbefolkat, med 5 invånare per kvadratkilometer. Närmaste större samhälle är Dnopolje, 14,5 km nordväst om Dobroselo. I omgivningarna runt Dobroselo växer i huvudsak lövfällande lövskog.